# Erzeparchie Tripoli (Melkiten)
Die Erzeparchie Tripoli (lateinisch Archieparchia Tripolitana Graecorum Melkitarum; arabisch أبرشية طرابلس للروم الملكيين الكاثوليك, DMG Abrašīyat Ṭarābulus li-r-Rūm al-Malakīyīn al-Kāṯūlīk) ist eine im Libanon gelegene Erzeparchie der melkitischen griechisch-katholischen Kirche mit Sitz in Tripoli.

## Geschichte
Die Erzeparchie Tripoli wurde am 21. März 1897 durch Papst Leo XIII. als Eparchie Tripoli errichtet. Sie wurde der Erzeparchie Tyros als Suffragandiözese unterstellt. Am 18. November 1964 wurde die Eparchie Tripoli durch Papst Paul VI. zur Erzeparchie erhoben.

## Ordinarien

### Bischöfe der Eparchie Tripoli
- Atanasio Tutundgi, 1836–…
- Joseph Dumáni BS, 1897–1922
- Joseph Kallas, 1923–1960
- Augustin Farah, 1961–1964

### Erzbischöfe der Erzeparchie Tripoli
- Augustin Farah, 1964–1977, dann Erzbischof der Erzeparchie Zahlé und Furzol
- Elias Nijmé BA, 1978–1995
- George Riashi BC, 1995–2010
- Eduard Daher BC, seit 2013